# Evolução dos uniformes do Sport Club do Recife
O uniforme principal do Sport Club do Recife, no que diz respeito à estética, variou pouco desde sua fundação, estando suas principais mudanças na largura das faixas horizontais, além de detalhes — tais como frisos e listras — nas golas, mangas e meiões. O segundo uniforme, por muitos anos foi utilizado na cor branca, alterando alguns detalhes nas cores rubro negras ou dourada, tendo mudanças mais radicais após a parceira com a fornecedora alemã Adidas.
Além das mudanças estéticas na camisa do Sport, houve a mudança na própria estrutura e tecido do uniforme. Até a década de 1970 os uniformes eram produzidos em algodão puro, o calção chegava a ser, por vezes, de brim e os meiões eram amarrados à canela para não caírem. Somente no final dos anos 70 é que começou a ser usada uma mescla de fibras para, em 1986, o poliéster ser incorporado ao material das camisas juntamente ao algodão. Com essas mudanças as camisas ficaram mais leves e não encharcavam como as antigas. Somente no meio da década de 1990 é que o tecido 100% poliéster começou a ser utilizado. Nos anos 2000 surgiram as primeiras camisas que retinham menos suor e com alta capacidade de evaporação. Atualmente os materiais dos uniformes continuam evoluindo com novas composições de tramas para proporcionar aos jogadores a melhor condição de jogo. Já os números, apesar de terem sido utilizados pela primeira vez em 1933 na final da Copa da Inglaterra, começaram a ser utilizados pelos clubes brasileiros em 1947.
Segue abaixo, a evolução do uniformes do Sport Club do Recife durante os anos.

## Uniformes atuais

### Uniformes dos jogadores
- 1º - Camisa com listras em vermelho e preto, calção e meias pretas;
- 2º - Camisa branca, calção e meias brancas;
- 3º - Camisa azul, calção azul e meias laranjas.

| 1º Uniforme | 2º Uniforme | 3º Uniforme |

### Uniformes dos goleiros
- Camisa amarela, calção e meias amarelas;
- Camisa preta, calção e meias pretas;
- Camisa azul, calção e meias azuis.

| Cores do Time · Cores do Time · Cores do Time · Cores do Time · Cores do Time | Cores do Time · Cores do Time · Cores do Time · Cores do Time · Cores do Time | Cores do Time · Cores do Time · Cores do Time · Cores do Time · Cores do Time |

### Uniformes de treino
- Camisa amarela, calção amarelo e meias pretas;
- Camisa laranja, calção e meias laranjas;
- Camisa cinza, calção e meias cinzas.

| Jogadores | Goleiros | C. Técnica |

## Uniformes anteriores

### 2022
- Jogadores

| 1º Uniforme | 2º Uniforme | 3º Uniforme |

- Goleiros

| Cores do Time · Cores do Time · Cores do Time · Cores do Time · Cores do Time | Cores do Time · Cores do Time · Cores do Time · Cores do Time · Cores do Time | Cores do Time · Cores do Time · Cores do Time · Cores do Time · Cores do Time |

- Treinos

| Jogadores | Goleiros | C. Técnica |

### 2021
- Jogadores

| 1º Uniforme | 2º Uniforme | 3º Uniforme |

- Goleiros

| Cores do Time · Cores do Time · Cores do Time · Cores do Time · Cores do Time | Cores do Time · Cores do Time · Cores do Time · Cores do Time · Cores do Time | Cores do Time · Cores do Time · Cores do Time · Cores do Time · Cores do Time |

- Treinos

| Jogadores | Goleiros | C. Técnica |

### 2020
- Jogadores

| 1º Uniforme | 2º Uniforme | 3º Uniforme |

- Goleiros

| Cores do Time · Cores do Time · Cores do Time · Cores do Time · Cores do Time | Cores do Time · Cores do Time · Cores do Time · Cores do Time · Cores do Time | Cores do Time · Cores do Time · Cores do Time · Cores do Time · Cores do Time |

- Treinos

| Jogadores | Goleiros | C. Técnica |

### 2019
- Jogadores

| 1º Uniforme | 2º Uniforme | 3º Uniforme |

- Goleiros

| Cores do Time · Cores do Time · Cores do Time · Cores do Time · Cores do Time | Cores do Time · Cores do Time · Cores do Time · Cores do Time · Cores do Time | Cores do Time · Cores do Time · Cores do Time · Cores do Time · Cores do Time |

- Treinos

| Jogadores | Goleiros | C. Técnica |

### 2018-19
- Jogadores

| 1º Uniforme | 2º Uniforme | 3º Uniforme |

- Goleiros

| Cores do Time · Cores do Time · Cores do Time · Cores do Time · Cores do Time | Cores do Time · Cores do Time · Cores do Time · Cores do Time · Cores do Time |

- Treinos

| Jogadores | C. Técnica |

### 2017-18
- Jogadores

| 1º Uniforme | 2º Uniforme | 3º Uniforme | 4º Uniforme |

- Goleiros

| Cores do Time · Cores do Time · Cores do Time · Cores do Time · Cores do Time | Cores do Time · Cores do Time · Cores do Time · Cores do Time · Cores do Time | Cores do Time · Cores do Time · Cores do Time · Cores do Time · Cores do Time |

- Treinos

| Jogadores | C. Técnica |

### 2016-17
- Jogadores

| 1º Uniforme | 2º Uniforme | 3º Uniforme | Combinação |

- Goleiros

| Cores do Time · Cores do Time · Cores do Time · Cores do Time · Cores do Time | Cores do Time · Cores do Time · Cores do Time · Cores do Time · Cores do Time |

- Treinos

| Jogadores | C. Técnica |

### 2015-16
- Jogadores

| 1º Uniforme | 2º Uniforme | 3º Uniforme |

- Goleiros

| Cores do Time · Cores do Time · Cores do Time · Cores do Time · Cores do Time | Cores do Time · Cores do Time · Cores do Time · Cores do Time · Cores do Time |

- Treinos

| Jogadores | C. Técnica |

### 2014-15
- Jogadores

| 1º Uniforme | 2º Uniforme | 3º Uniforme |

- Goleiros

| Cores do Time · Cores do Time · Cores do Time · Cores do Time · Cores do Time | Cores do Time · Cores do Time · Cores do Time · Cores do Time · Cores do Time |

- Treinos

| Jogadores | C. Técnica |

- Copa do Mundo em Recife

| Willkommen Alemanha | 歓迎 Japão | Bienvenido México | Boa Sorte Brasil |

### 2014
- Jogadores

| 1º Uniforme | 2º Uniforme |

- Goleiros

| Cores do Time · Cores do Time · Cores do Time · Cores do Time · Cores do Time | Cores do Time · Cores do Time · Cores do Time · Cores do Time · Cores do Time |

### 2013
- Jogadores

| 1º Uniforme | 2º Uniforme |  |

- Goleiros

| Cores do Time · Cores do Time · Cores do Time · Cores do Time · Cores do Time | Cores do Time · Cores do Time · Cores do Time · Cores do Time · Cores do Time | Cores do Time · Cores do Time · Cores do Time · Cores do Time · Cores do Time |

### 2012
- Jogadores

| 1º Uniforme | 2º Uniforme | 3º Uniforme |

- Goleiros

| Cores do Time · Cores do Time · Cores do Time · Cores do Time · Cores do Time | Cores do Time · Cores do Time · Cores do Time · Cores do Time · Cores do Time |

- Treinos

| Jogadores | C. Técnica |

### 2011
- Jogadores

| 1º Uniforme | 2º Uniforme | 3º Uniforme | 4º Uniforme |

- Goleiros

| Cores do Time · Cores do Time · Cores do Time · Cores do Time · Cores do Time | Cores do Time · Cores do Time · Cores do Time · Cores do Time · Cores do Time | Cores do Time · Cores do Time · Cores do Time · Cores do Time · Cores do Time |

- Treinos

| Jogadores | Goleiros | C. Técnica |

### 2010
- Jogadores

| 1º Uniforme | 2º Uniforme |

- Goleiros

| Cores do Time · Cores do Time · Cores do Time · Cores do Time · Cores do Time | Cores do Time · Cores do Time · Cores do Time · Cores do Time · Cores do Time | Cores do Time · Cores do Time · Cores do Time · Cores do Time · Cores do Time |

- Treinos

| Jogadores | Goleiros | C. Técnica |

### 2009
- Jogadores

| 1º Uniforme | 2º Uniforme | 3º Uniforme | Libertadores |

- Goleiros

| Cores do Time · Cores do Time · Cores do Time · Cores do Time · Cores do Time | Cores do Time · Cores do Time · Cores do Time · Cores do Time · Cores do Time | Cores do Time · Cores do Time · Cores do Time · Cores do Time · Cores do Time |

### 2008
- Jogadores

| 1º Uniforme | 2º Uniforme | 3º Uniforme |

- Goleiros

| Cores do Time · Cores do Time · Cores do Time · Cores do Time · Cores do Time | Cores do Time · Cores do Time · Cores do Time · Cores do Time · Cores do Time |

- Treinos

| Jogadores | Goleiros | C. Técnica |

### 2007
- Jogadores

| 1º Uniforme | 2º Uniforme | 3º Uniforme |

### 2006
- Jogadores

| 1º Uniforme | 2º Uniforme | 3º Uniforme |

- Goleiros

| Cores do Time · Cores do Time · Cores do Time · Cores do Time · Cores do Time | Cores do Time · Cores do Time · Cores do Time · Cores do Time · Cores do Time | Cores do Time · Cores do Time · Cores do Time · Cores do Time · Cores do Time |

### 2005
- Jogadores

| 1º Uniforme | 2º Uniforme |

### 2004
- Jogadores

| 1º Uniforme | 2º Uniforme | 3º Uniforme |

### 2003
- Jogadores

| 1º Uniforme | 2º Uniforme | 3º Uniforme |

### 2002
- Jogadores

| 1º Uniforme | 2º Uniforme | 3º Uniforme |

### 2001
- Jogadores

| 1º Uniforme | 2º Uniforme |

### 2000
- Jogadores

| 1º Uniforme | 2º Uniforme | 3º Uniforme |

### 1999-00
- Jogadores

| 1º Uniforme | 2º Uniforme | 3º Uniforme |

### 1998-99
- Jogadores

| 1º Uniforme | 2º Uniforme | 3º Uniforme |

### 1998
- Jogadores

| 1º Uniforme | 2º Uniforme |

### 1997
- Jogadores

| 1º Uniforme | 2º Uniforme |

### Outros Uniformes
| 1905 | 1938 | 1948 | 1955 | 1975 | 1976 | 1987 |

## Material Esportivo
| Período         | Fornecedor            |
| --------------- | --------------------- |
| 1980            | Malharia Terres       |
| 1981–1982       | Adidas                |
| 1983–1987       | Le Coq Sportif        |
| 1988            | Everest               |
| 1988            | MR artigos esportivos |
| 1988–1990       | Topper                |
| 1991–1994       | Finta                 |
| 1995–1997       | Rhummel               |
| 1998–2007       | Topper                |
| 2008–2013       | Lotto                 |
| 2014–2018       | Adidas                |
| 2018            | Under Armour          |
| 2019–atualmente | Umbro                 |

## Patrocinadores
| Período   | Patrocinador principal |
| --------- | ---------------------- |
| 1985-1992 | Banco Banorte          |
| 1993-1994 | Coca-Cola              |
| 1995-1997 | Tintas Renner          |
| 1998      | Excelsior Seguros      |
| 1999      | Sonrisal               |
| 2003      | Hexal Genéricos        |
| 2005-2010 | Cimento Nassau         |
| 2010-2011 | Banco BMG              |
| 2012      | MRV Engenharia         |
| 2014-2019 | Caixa                  |
| 2022-2024 | Betnacional            |
| 2024-     | Betvip                 |